# Nagy-Ausztráliai-öböl
A Nagy-Ausztráliai-öböl az Ausztrália középső és nyugati részének déli partvonala mentén húzódó nagy óceáni öböl.

## Kiterjedése
A Nemzetközi Hidrográfiai Szervezet (IHO) a West Cape Howe Nemzeti Parktól a Délnyugati-fokig (Tasmania), és a Grim-foktól (Tasmania) a King-szigetig, és a King-szigettől az Otway-fokig határozta meg az öböl határát; az Ausztrál Hidrográfiai Szolgálat (AHS) pedig a Pasley-foktól a Carnot-fokig.

## Felfedezése

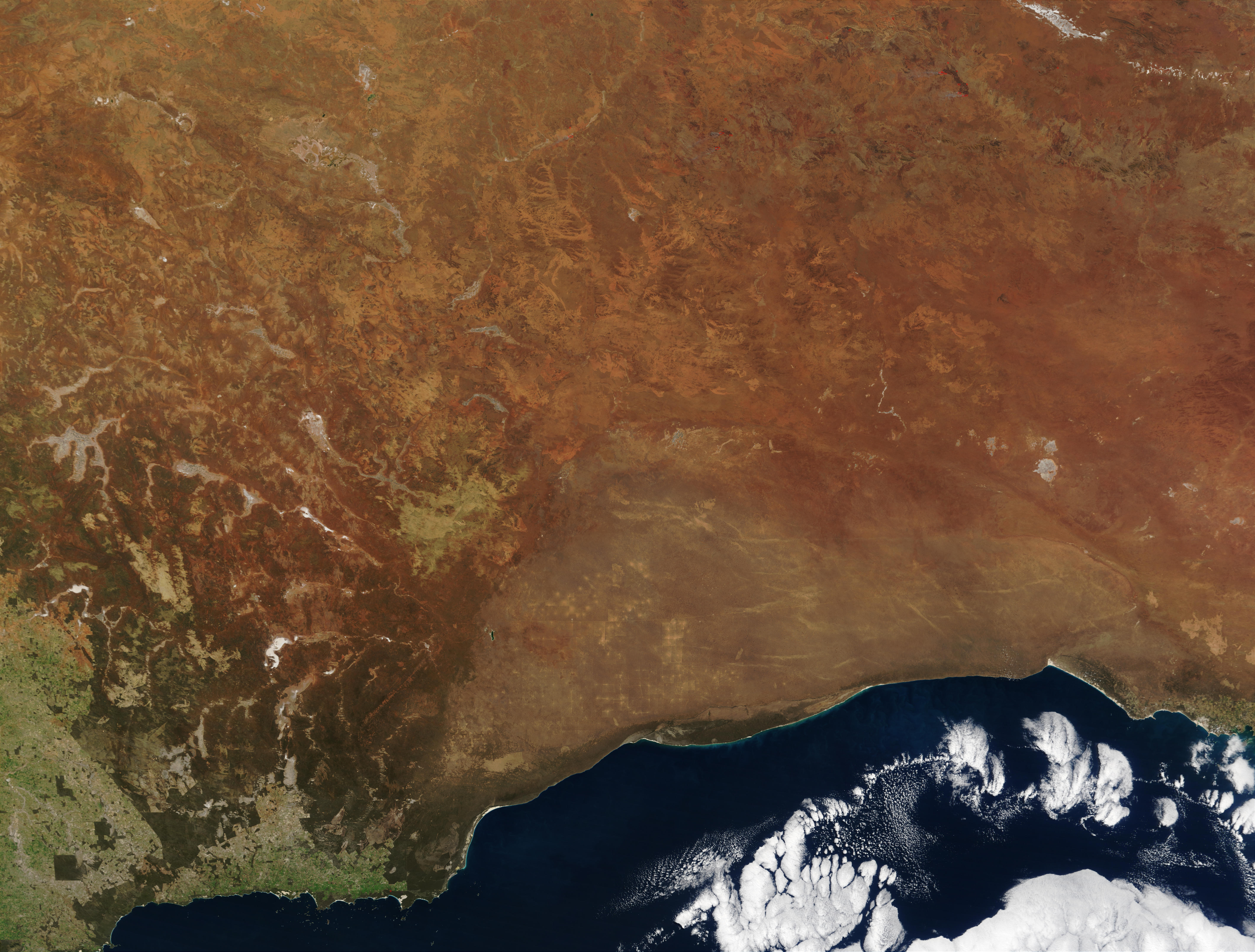
A Nagy-Ausztráliai-öböl délre

A Nagy-Ausztráliai-öbölben 1627-ben jártak először európai felfedezők, amikor François Thijssen holland hajós elhajózott az öböl nyugati pereme mentén. Teljesen viszont 1802-ben lett felfedezve, mikor Matthew Flinders angol hajós körülhajózta az ausztrál kontinenst. Az öböl szárazföldi peremét Edward John Eyre angol felfedező térképezte fel.

## Kialakulása

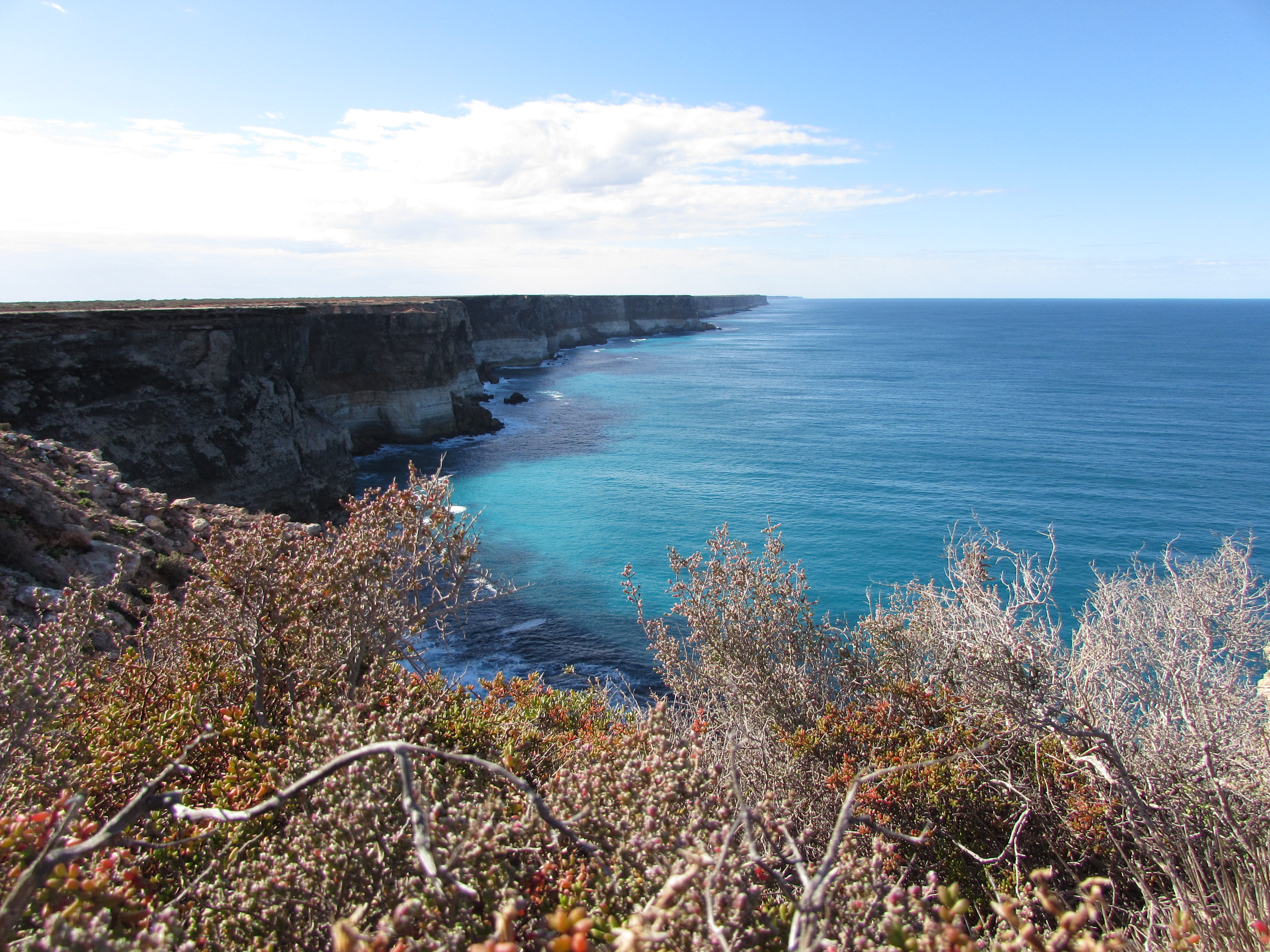
A Nagy-Ausztráliai-öböl 2015-ben

Az öböl Gondwana őskontinens felbomlásakor jött létre, amikor Antarktika elszakadt Ausztráliától, körülbelül 50 millió évvel ezelőtt.

## Ipar
Az öböl fő iparágai közé tartozik a halászat, a bálnavadászat és a kagylóhalászat. A halászok legkedveltebb fogása a déli kékúszójú tonhal.
A 60-as évek óta olaj- és földgázlelőhelyeket is kutatnak az öböl-menti régiókban.

## Fordítás
Ez a szócikk részben vagy egészben  a   Great Australian Bight című angol Wikipédia-szócikk ezen változatának fordításán alapul.  Az eredeti cikk szerkesztőit annak laptörténete sorolja fel. Ez a jelzés csupán a megfogalmazás eredetét és a szerzői jogokat jelzi, nem szolgál a cikkben szereplő információk forrásmegjelöléseként.